# Cinema City Poznań Kinepolis
Cinema City Poznań Kinepolis – największe kino w Poznaniu (megapleks), znajdujące się w południowo-wschodniej części miasta przy ul. Bolesława Krzywoustego na Żegrzu w pobliżu Franowa, na obszarze osiedla administracyjnego Żegrze. Promuje się jako największe kino w Europie (pod względem powierzchni — 53,3 tys. m²). Budowę obiektu rozpoczęto i zakończono w 2001 roku.

## Historia
Do stycznia 2007 występowało pod nazwą „Kinepolis Poznań” i było jedynym obiektem międzynarodowej sieci kin Kinepolis Group w Polsce. W styczniu 2007 Cinema City International BV podpisało umowę, na podstawie której będzie wynajmować 18 z 20 sal kinowych oraz przejmie majątek operacyjny poznańskiej spółki Kinepolis. Właścicielem nieruchomości nadal pozostaje belgijska firma Kinepolis Group.
Od października 2007 w budynku ma swoją siedzibę Telewizja WTK.
Drugą inwestycją Kinepolis Group w Polsce miała być budowa 25-salowego megapleksu w Warszawie, jednak dokładna lokalizacja i termin realizacji nie zostały określone.

## Opis
W obiekcie znajduje się 18 sal kinowych na łącznie 6664 miejsc. Dwie największe liczą po 750 miejsc, najmniejsza 208. Sale są wyposażone w system dźwiękowy Dolby Digital Surround Ex, udogodnienia dla osób niepełnosprawnych oraz klimatyzację. Kino posiada certyfikat THX George’a Lucasa. Prócz sal kinowych w kompleksie mieszczą się bary, klub fitness, salon gier video oraz ścianka wspinaczkowa. Przed kinem znajduje się płatny parking na 1500 miejsc.

## Komunikacja miejska
Bezpośredni dojazd do kina umożliwia linia autobusowa nr 181 relacji Rondo Rataje ↔ Krzywoustego.